# Csiszér Levente
Csiszér Levente (1970. május 5.) zeneszerző, gitáros.(művésznév: Levi Fantasy)
Aktív zenei pályafutása 1988 őszén kezdődött, amikor belépett a Vivaldi nevű formációba és 89 elején már színpadon játszhatott az akkor még létező budapesti 'Petőfi csarnok'ban.
A 20-as éveiben megfordult számos zenekarban majd a 2000-es évtized derekán a Kárpátia zenekar egyik alapítójaként a csapattal  komoly sikereket értek el, amivel országos népszerűséget szereztek.
2009-ben kiadta első szóló albumát, Planetium címmel. Azóta is a saját stúdiójában évről évre új zenei anyagokat készít, főleg instrumentális kompozíciókat, a progresszív rock műfajában, az általa elnevezett "fantasy" stílusban a gitárok főszerepbe állításával. Jó pár albumon jeles énekes előadók is megjelennek angol nyelvű szöveggel. Trió felállású zenekarával (Csík István - dobok, Borbély Gábor - basszusgitár) turnéznak, főleg a hangszeres muzsika kedvelőinek rendezett eseményeken, többek között olyan neves előadókkal egy színpadon, mint Tony Macalpine vagy Vinnie Moore. Idejének nagy részét a mai napig is a zenének és kétgyermekes családjának szenteli.
Munkái elérhetőek saját kiadású CD hanghordozóin (csiszerlevente.com) és a főbb zenei platformokon, stream csatornákon (Youtube, YT Music, Spotify, Deezer, Itune, Facebook).

## Zenekarok
- Vivaldi (1988-1989)
- Tequila (1989-1992)
- Oneway Street (1993-1995)
- HD Band (1995)
- Bulldozer (1996)
- Rat Boys (1997)
- My Goldfield (1999-2001)
- Cool Head Klan (2000-2004)
- Kárpátia (2003-2011)

## Diszkográfia
Szólóalbumok
- Planetium (2009)
- Tales of Rovers (2010)
- New World Fantasy (2011)
- Secret Earth (2012)
- Son of the Sun vol.1 (2013)
- Son of the Sun vol.2 (2013)
- Ave Hero (2014)
- Atlantis Aurora (2015)
- Gold and Green (2019)
- Odyssey (2020)
- The Lord of Time (2021)

## Hangszerei
Gitárok
- Epiphone Les Paul
- Paul Reed Smith-McCarty modell
- Cort Z-Custom
- Line Six-Variax
- Ibanez Roadstar
- Peavey Tracer
- Ibanez SA series

Basszusgitár
- Yamaha BB400 S

BanjFender Leo

## További információ
- Hivatalos honlap
- A Kárpátia Zenekar Hivatalos Oldala